# 電撃Nintendo
『電撃Nintendo』（でんげきにんてんどー）はKADOKAWA Game Linkageが発行している任天堂系ゲーム機専門誌。発売はKADOKAWA。任天堂系ゲーム機専門誌としては、途中で総合誌へ転換した『ファミ通』を除くと最も長い歴史を持つ雑誌である。

## 沿革

### 電撃スーパーファミコン
『マル勝スーパーファミコン』などを編集していた角川メディアオフィス社の社員が、1992年秋に勃発した角川書店の「お家騒動」で一斉退社し新たにメディアワークスを立ち上げたのに伴い1992年12月26日、『電撃スーパーファミコン』が創刊された。愛称は読者公募により「電スー」の案が出るも読者・編集部の双方から不評で定着せず、読者コーナー「電撃少年団」内で使用されていた「電ファミ」が自然に定着した。表紙イラストはマル勝スーパーファミコンから引き続きイラストレーターの佐々木晃（TONG KING SHOW）が担当。表紙のデザインは特に旬のゲームを取り扱ったものではなく、オリジナルキャラ達のストーリーが毎号進行していくようなイメージのデザインとなっていた。
編集部は旧・『マル勝スーパーファミコン』の編集者がほぼそのまま移った体制でスタートし、同時に創発刊した雑誌（他は『電撃PCエンジン』・『電撃メガドライブ』・『電撃王』・『月刊電撃コミックガオ!』）中で唯一の月2回刊だった本誌が電撃各誌の「中軸」を担った。
旧・『マル勝スーパーファミコン』の「お家芸」だった読者参加型ゲームも健在で、「聖獣魔伝ビースト&ブレイド」（ORG）と「JAJA姫武遊伝」（中村うさぎ/衣谷遊）が隔号で連載された。

### 電撃NINTENDO64
その後、1994年末に『電撃PCエンジン』増刊からスタートした『電撃PlayStation』が独立創刊し、新たな中軸となったことから1996年4月、2ヶ月後のNINTENDO 64発売を控えて発売ペースを月刊に落とし『電撃NINTENDO64』へ誌名を変更した。愛称はデンロク。表紙イラストも電撃スーパーファミコから引き続きイラストレーターの佐々木晃（TONG KING SHOW）が担当していたが、作画が手描きのアナログから3DポリゴンモデルによるCGキャラとなった。
他社のNINTENDO64専門誌が相次いで休廃刊に見舞われる中でも、E3特集や大人向け、全年齢向けの硬派で質の高い特集、単なるゲーム紹介でも凝った構成の記事を掲載することで根強い読者を獲得した。

#### 読者投稿ページ「ゲームの素」
記事や特集だけでなく、読者投稿ページ『ゲームの素』（げーむのもと）、通称「ゲー素（げーそ）」も大きな特徴であった。
『ゲームの素』は、他社製ハードに関するネタであっても「面白ければ採用」の方針のもと、任天堂系列雑誌にもかかわらずプレイステーションやセガサターンソフトなどの、任天堂系には全く縁のないキャラクターイラストやネタも多数掲載された、マニアックな投稿ページだった。ドリームキャストが発売されるとドリームキャストネタが大量採用され、SCEのキャラ・トロ、さらに一昔前のアニメキャラのイラストまでもが採用された。

#### しおまん64
誌面の最後にしおやてるこが書いている漫画。NINTENDO64をモチーフにした服を着た主人公「しおや」が全世界に64を広めるため活躍するギャグ漫画で、旬の新作をパロディ化させたネタが中心。
現在もタイトルを「しおまんD」に変え連載している。当初はモノクロ4ページ、現在はカラー2ページの連載。

### 電撃GBアドバンス
2001年3月にゲームボーイアドバンスが発売されたのに伴い『電撃GBアドバンス』に誌名変更。路線はやや低年齢向けに傾いたが、『電撃NINTENDO64』からの雰囲気は健在だった。

### 電撃ゲームキューブ
2002年1月号より、8ヶ月という短期間ながら『電撃ゲームキューブ』へ誌名を変更。愛称はデンキュー。誌名変更後も『電撃NINTENDO64』を思わせる全年齢向けの編集方針だった。

### デンゲキゲームキューブ
2004年1月号以降は『デンゲキゲームキューブ』に改名。表紙にポケモン、付録にポケモングッズという構成で、誌面を低年齢向けへ一気にシフトさせる。

### デンゲキニンテンドーDS
2006年4月号より『デンゲキニンテンドーDS』へ誌名を改名。最も長続きしたタイトルである。
2006年10月からは、本誌の増刊として新しく『DENGEKI DS Style』が創刊された。その後、数回の誌名変更を経て、2009年9月からはゲーム総合誌『電撃ゲームス』にリニューアルされ、2011年5月まで続いた（発行形態はデンゲキニンテンドーDS増刊のまま）。『ゼノブレイド』の攻略本などは電撃ゲームス編集部による刊行だった。

### デンゲキニンテンドー for KIDS
2012年5月号より『デンゲキニンテンドー for KIDS』へ誌名を変更。

### 電撃Nintendo
2011年9月、ウェブサイト「電撃オンライン」内に『電撃Nintendo』をオープン。2013年6月号より誌名も『電撃Nintendo』へ変更。漫画連載や読者ページは無くなった。2017年6月号より刊行ペースを隔月刊に変更している。

## 連載していた漫画
- ソニック・ザ・ヘッジホッグ（作画：広のまこと、（2008年7月(9月号)～2012年2月(4月号)まで連載）

（『ソニック ワールドアドベンチャー』(2008年9月号～2009年3月号)→『ソニックと暗黒の騎士』(2009年4月号～8月号)）
（『ソニッククロニクル 闇次元からの侵略者』(2009年9月号～2010年9月号)）→『ソニック カラーズ』(2010年10月号～2011年9月号)）
（『ソニック ジェネレーションズ』(2011年10月号～2012年4月号)）
以降、2012年5月号から2013年5月号までは4コマ漫画形式で連載した。
- 星のカービィ プププヒーロー（作画：あおきけい&みかまる、2008年11月(2009年1月号)～2013年3月号(5月号)まで連載）
- クレヨンしんちゃん 笑いを呼ぶ 4コマ劇場!（作画：木村陽子(シンエイ動画)2009年(9月号)～2013年3月号(5月号)まで連載）
- 街へいこうよ どうぶつの森 あつまれ!こもびれ村（作画：村上ゆみ子）
- 牧場物語
- たまごっち
- 激勝!ポケモンカードゲーム!!（作画：タモリはタル→たなかうどん、2010年(11月号)～2013年3月号(5月号)まで連載）
- ばかしか!
- スーパーマリオシリーズ
- 64大相撲
- 怪盗ルソー
- 無双神機ライガスト
- 魔獣水滸伝KIZNA(キズナ)
- 魍魎戦記MADARA摩陀羅弐
- バカっち!
- 聖痕のジョカ
- 教えて!キノピオ
- モンスター☆レーサー（きむら繁、2008年12月(2月号)～2009年8月(10月号)まで連載）
- ヤッターマン デンゲキ大作戦!（作画：帯ひろ志、2008年3月(5月号)～2010年(?月号)まで連載）
- ぼくらはカセキホリダー（作画：あおきけい&みかまる、2008年4月(6月号)～2010年(11月号)まで連載）
- GOケツワリオ（作画：山中あきら～2011年(8月号)まで連載）
- ば・ば・ば・ば爆熱ボンバーマン（作画：ダイナミック太郎、 ～2011年(8月号)まで連載）
- ケロロ軍曹 4コママンガ劇場（作画：大槻朱留～2011年(?月号)まで連載）
- メダロットDS（ほるまりん、2009年9月(11月号)から連載）
- スーパーカセキホリダー（作画：あおきけい&みかまる、2010年(12月号)～2012年2月(4月号)まで連載）

### 単行本化した漫画
- ヤッターマン デンゲキ大作戦 第1巻・第2巻 2009年8月21日発売
- 星のカービィ プププヒーロー 「ごちめまして!! ボク カービィ!!編」ほか 2022年7月27日発売　※上巻・下巻の付録コミック化もされた（2013年2月21日(上巻)、3月21日(下巻)）